# پوییسو
پوییسو (به فرانسوی: Puiseaux) یک کمون در فرانسه است که در Canton of Puiseaux واقع شده‌است.

## خصوصیات
پوییسو ۲۰٫۳۲ کیلومترمربع مساحت و ۳٬۲۷۲ نفر جمعیت دارد و ۹۴ متر بالاتر از سطح دریا واقع شده‌است.